# Behice Boran
Behice Sadık Boran (* 1. Mai 1910 in Bursa; † 7. Oktober 1987 in Brüssel) war eine türkische Soziologin und Politikerin.

## Biografie
Boran besuchte das Robert College in Istanbul, dessen erste Schülerin sie wurde. Danach arbeitete sie als Lehrerin in Manisa und ging mit einem Stipendium in die USA, wo sie an der University of Michigan Soziologie studierte. 1939 schloss sie ihr Studium mit der Promotion ab und kehrte in die Türkei zurück.
Boran wurde Dozentin für Soziologie an der Universität Ankara. Daneben schrieb sie Beiträge für die Tageszeitung Tan und gründete mit einigen Freunden die Zeitschrift Adımlar, die 1944 verboten wurde. 1946 heiratete sie Nevzat Hatko, zwei Jahre darauf verlor sie wegen ihrer politischen Ansichten ihre Stelle als Dozentin. Ende der 1940er-Jahre gebar sie eine Tochter, die nach wenigen Tagen starb.
1950 wurde Behice Boran wegen ihres Protests gegen die Teilnahme der Türkei am Korea-Krieg zu einer Gefängnisstrafe von 15 Monaten verurteilt. In der Haft brachte sie ihren Sohn Dursun auf die Welt.
1961 war sie Mitgründerin der Türkischen Arbeiterpartei (TİP), für die sie bei Parlamentswahl 1965 für die Provinz Şanlıurfa ins Parlament gewählt wurde. 1970 wurde sie Parteivorsitzende.
Nach dem Staatsstreich 1971 wurde die Partei verboten und Behice Boran zu einer Haftstrafe von 15 Jahren verurteilt. 1974 wurde sie jedoch amnestiert und gründete die Arbeiterpartei unter dem alten Namen neu.
Nach dem Staatsstreich von 1980 musste sie die Türkei erneut verlassen und ging nach Sofia, Düsseldorf und Brüssel ins Exil. Nachdem sie einer Aufforderung zur Rückkehr nicht nachkam, wurde ihr aufgrund eines Erlasses der Militärjunta die türkische Staatsbürgerschaft entzogen. 1987 gab sie die Vereinigung der illegal weiterexistierenden TİP mit der Kommunistischen Partei der Türkei bekannt. Kurze Zeit später starb sie im Alter von 77 Jahren in Brüssel.
Im Rahmen der TİP setzte sie sich für einen gesetzmäßigen Weg zum Sozialismus ein und lehnte die Vertretung kurdischer Sonderinteressen ab.
Als eine der ersten türkischen Politikerinnen und Soziologinnen übte ihr Beispiel Einfluss auf andere türkische Frauen aus. Die Vereinigung türkischer Sozialwissenschaftler benannte einen Preis nach ihr, der seit 2011 vergeben wird.